# المنار (النوينويشر)
المنار هو دُوَّار يقع بجماعة البحراويين، إقليم الفحص أنجرة، جهة طنجة تطوان الحسيمة في المملكة المغربية. ينتمي الدوّار لمشيخة النوينويشر التي تضم 7 دواوير. يقدر عدد سكانه بـ 1665 نسمة حسب الإحصاء الرسمي للسكان والسكنى لسنة 2004.

## روابط خارجية
- البوابة الوطنية للجماعات الترابية
- المندوبية السامية للتخطيط